# Plutone (divinità)

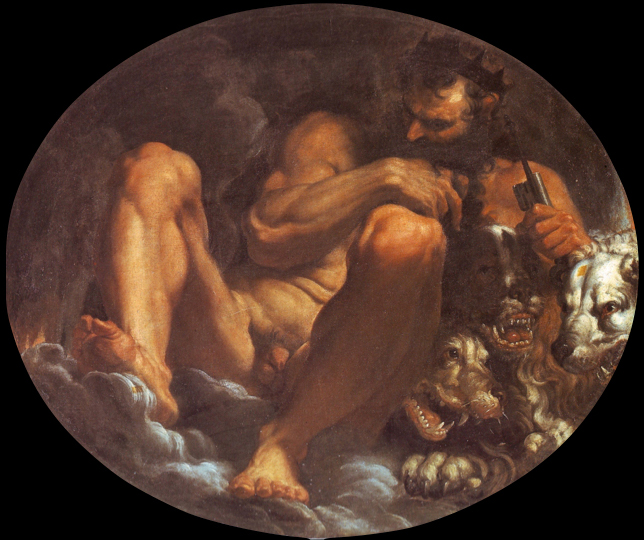
in un dipinto di Agostino Carracci

Plutone (Pluto, -onis, forma latinizzata del greco Πλούτων Ploutōn) è una delle principali divinità della mitologia romana, signore dell'Averno sul quale regna assieme alla consorte, la dea Proserpina (corrispondente alla greca Persefone). 
Il termine Ploutōn (Πλούτων) deriva da Ploutos (Πλούτος) che significa ricco, nella mitologia greca si identifica sia con Ade che, con minore frequenza, con Pluto. Quale dio dei morti è riconducibile ad Ade, il cui nome Hàdēs (Άιδης), significa colui che si nasconde, sebbene differisca nel carattere. Quale dio della prosperità è riconducibile a Pluto causa i tesori celati nelle viscere della terra (inoltre durante l'età aurea, custodiva il sottosuolo, dalla quale i semi traggono il necessario per un buon raccolto). Il nome Ploutōn conobbe un ampio uso con i Misteri eleusini, nei quali è venerato come un sovrano severo ma amorevole marito di Proserpina. La coppia riceve le anime nell'oltretomba e sono invocati assieme nelle iscrizioni religiose. 

## Teogonia di Esiodo
Il nome Ploutōn non appare nella letteratura greca nel periodo arcaico. Nella Teogonia di Esiodo, Ade era uno dei sei figli di Crono e Rea, assieme a Poseidone, Zeus, Demetra, Era ed Estia. Sconfitto Crono, i tre fratelli maschi si divisero il mondo in tre reami e Ade ebbe per sorte l'oltretomba. Pluto, Dio dell'abbondanza, appare nella teogonia, come figlio di Demetra e Iasione, riprendendo il mito dell'isola di Samotracia. L'unione di Demetra e Iasione è descritta anche nell'Odissea.

## Ploutōn e Ploutos
Ploutōn, identificato come Ade, è descritto nell'Iliade come il Dio più odiato dai mortali. Platone afferma che la gente preferisce il termine Ploutōn, "dispensatore di ricchezze," in quanto il termine Ade suscita timore. Il termine Ploutōn è connesso alla ricchezza della terra, sia nei raccolti sulla superficie (era inizialmente Dio della terra), che nelle miniere nel sottosuolo. Quello che adesso appare una confusione tra i due dei, tra Ploutōn-Ade e Ploutōn-Pluto ("ricco"), acquistava un significato nella teologia greca. Come signore dell'abbondanza e della ricchezza, Plutone esprimeva l'aspetto quale divinità sotterranea positiva, simbolizzata dalla cornucopia, mentre come Ade, dio degli Inferi, ne esprime l'aspetto tetro, simbolizzato dal serpente e dal cane tricefalo Cerbero.
Durante l'era imperiale il geografo greco Strabone distingue Plutone da Ade nel descrivere le risorse minerarie dell'antica Iberia (Spagna romana), affermando che presso i turdetani (antica popolazione autoctona nell'odierna Andalusia), "è Plutone, non Ade, colui che dimora nel regno sotterraneo", probabilmente nell'intento di sottolineare l'abbondanza delle ricchezze minerarie della regione.
Anche presso la mitologia romana si può riscontrare un'analoga contrapposizione tra Dis Pater (Ricco padre), generoso signore della terra e Orco, signore degli Inferi, antica divinità di origine etrusca. A complicare però il mito di Orco vi è la sovrapposizione con la figura greca di Horkos, indicato da Esiodo nella sua teogonia quale demone punitore dei giuramenti mancati. Tali figure poi sono tutte confluite in Plutone.
(Marco Tullio Cicerone, De natura deorum  Libro II, 66)

## Mitologia

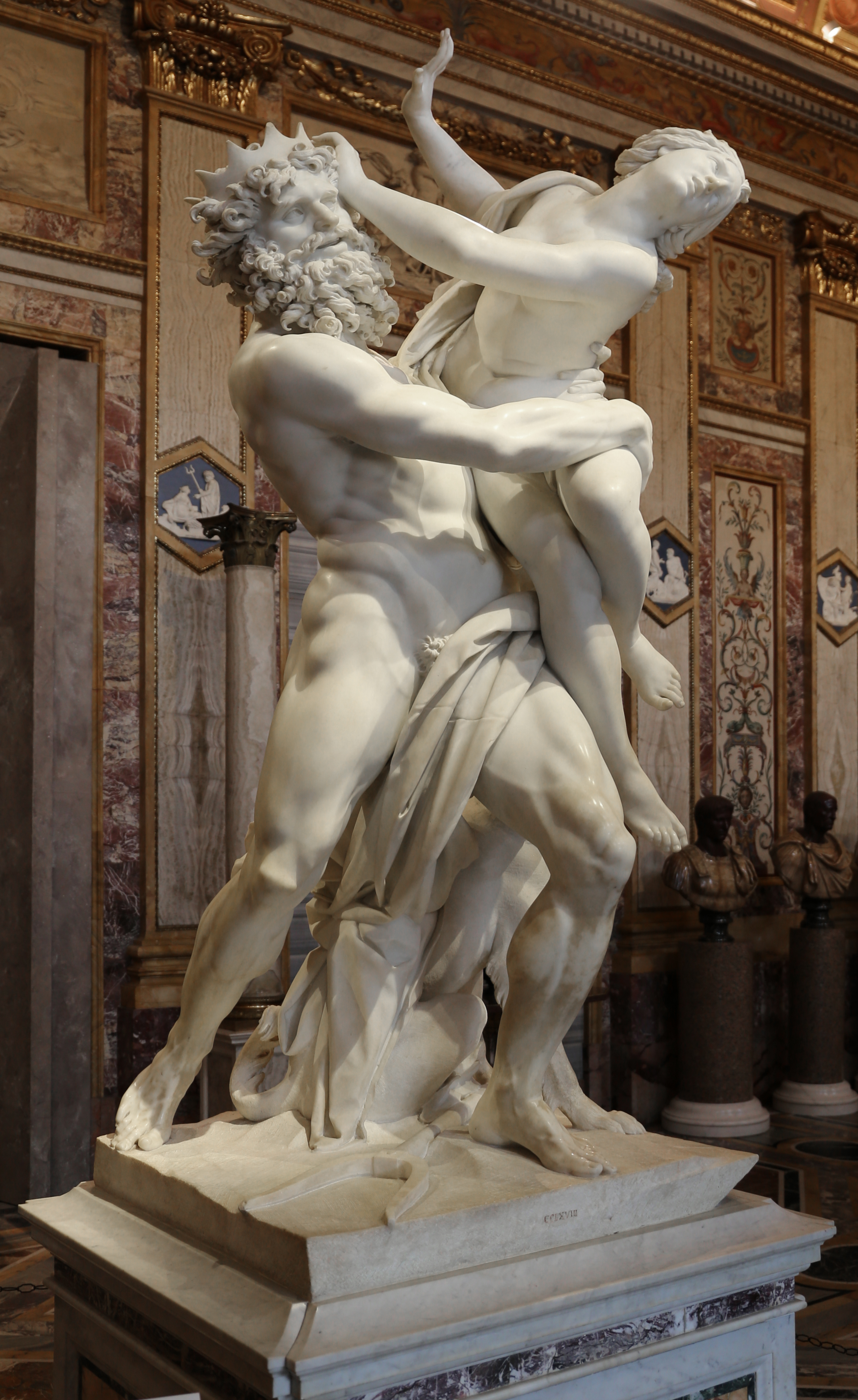
Il Ratto di Proserpina, scultura di Gian Lorenzo Bernini

Il più conosciuto mito inerente a Plutone (Ade) è il ratto di Proserpina (Persefone). Rapita da Plutone mentre coglieva i fiori sulle rive del lago Pergusa ad Enna e trascinata sulla sua quadriga trainata da quattro cavalli neri, ne divenne la sposa e fu regina degli Inferi. Secondo Proclo (Epitome Oraculorum, riportata da Marafiotus) e Strabone (lib. 6), invece l'episodio del mito si verificò ad Hipponion (oggi Vibo Valentia). La madre Cerere si disperò per la sua mancanza e fece calare l'inverno sulla terra, finché Giove ordinò a Plutone di liberarla.
Proserpina poté ritornare in superficie ma solo per sei mesi all'anno, in quanto Plutone riuscì a farle mangiare un chicco di melograno, legandola così per sempre con gli Inferi. Quando Proserpina tornava da Plutone, Cerere in segno di protesta faceva calare il freddo ed il gelo durante i mesi in cui la figlia era assente come segno di dolore, per poi far risvegliare la natura per il ritorno di Proserpina sulla terra.
La prima versione letteraria del mito include una breve menzione nella teogonia di Esiodo ed una estesa narrativa negli Inni a Demetra di Omero; in entrambe le opere, il Signore dell'Oltretomba è detto Ade, di cui viene enfatizzata la figura tetra e insensibile, assieme alla riluttanza di Persefone.
L'uso sempre più frequente del termine Ploutōn riflette l'influenza dei Misteri eleusini, i quali trattano Plutone e Persefone quale divina coppia che ricevono gli iniziati nella vita ultraterrena ed in quanto tale Plutone non è associato alla figura del "violento rapitore" di Persefone Due testi classici che attribuiscono al Dio rapitore il nome Plutone sono due mitografie, il primo è la greca "Biblioteca" di pseudo-Apollodoro) (I secolo a.C.) il secondo è le latine Fabulae di Igino (circa 64 a.C. – 17 d.C.).
Un altro mito molto noto che interessa Plutone è il suo incontro con Orfeo, disceso negli inferi per recuperare sua moglie Euridice morta per il morso di un serpente in un prato mentre correva tentando di sottrarsi alle attenzioni di Aristeo. Orfeo, al cospetto di Ade e Persefone, intonò canzoni così cariche di disperazione che li convinsero a lasciare andare Euridice, a condizione che Orfeo camminasse davanti a lei e non si voltasse a guardarla finché non fossero usciti alla luce del sole. Quando i due arrivarono quasi alla fine del tunnel, e la luce del sole colpì gli occhi di Orfeo, Orfeo non riuscì a trattenersi e si voltò indietro per assicurarsi che la sua amata fosse li, e proprio in quel momento Euridice fu trascinata di nuovo nel regno dei morti, questa volta per sempre.
Nei Dialoghi dei morti, del II secolo di Luciano di Samosata, nei quali uomini e Dei discutono fra loro con un cinico e comico realismo, l'autore reinterpreta e aggiunge nuovi miti aventi come protagonista Plutone.

## Iconografia
Plutone veniva spesso raffigurato come un uomo maturo, dallo sguardo severo, barbuto, con folta capigliatura e con in mano il bidente, ossia lo strumento agricolo simile ad una forca, ma con due rebbi. A volte porta anche uno scettro, o delle chiavi, o della terra. Sovente è assiso su di un trono d'ebano e con ai piedi Cerbero, il cane tricefalo, o dei serpenti. Viene talvolta rappresentato anche con una cornucopia o sopra un carro trainato da quattro cavalli neri. I suoi copricapi sono il diadema d'ebano, l'elmo (che dona l'invisibilità) forgiato per lui dai Ciclopi e il cappuccio (per celarsi). Le piante a lui sacre sono il cipresso ed il narciso.

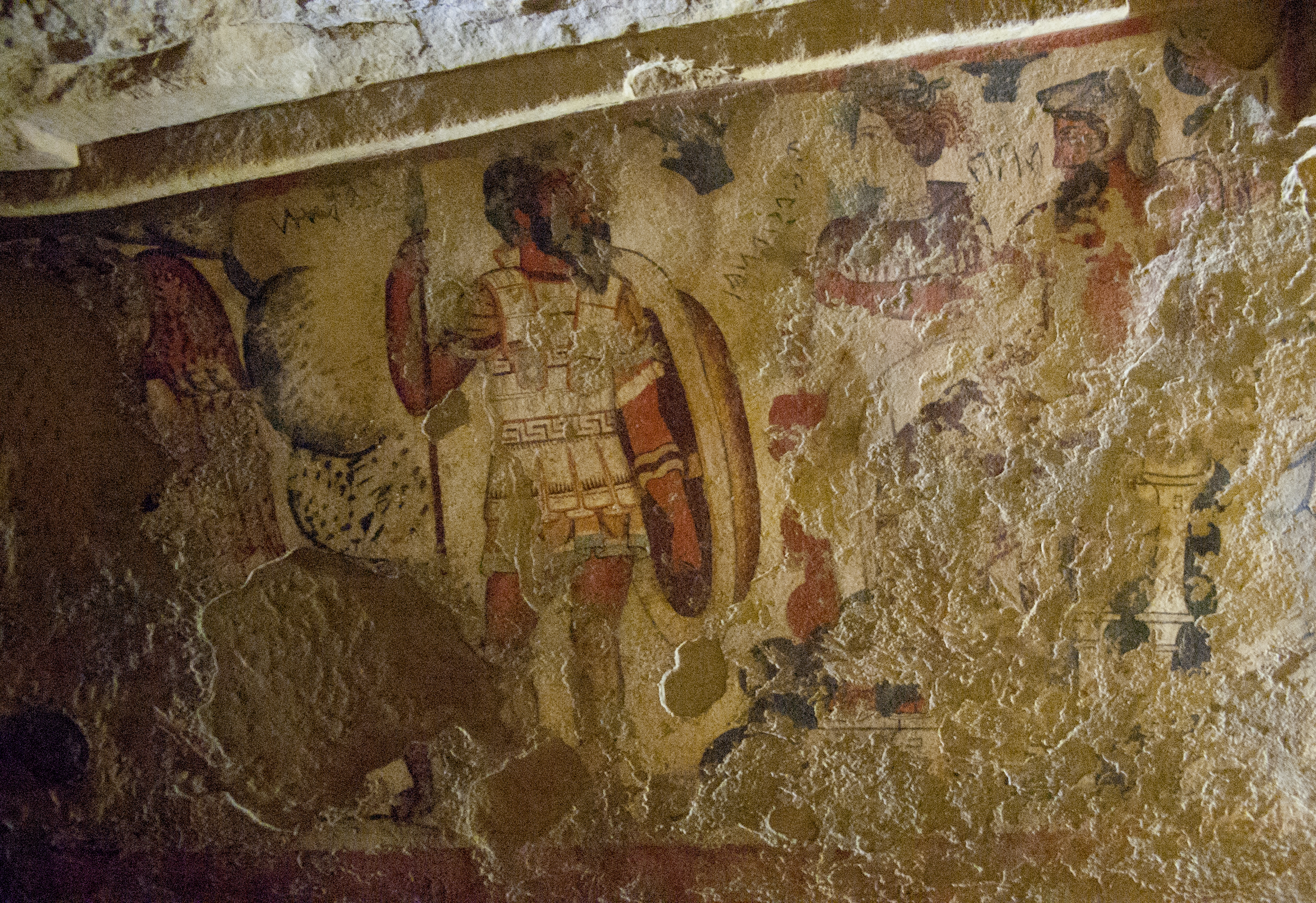
Plutone, assieme a Proserpina, nella Tomba dell'Orco, un sito etrusco a Tarquinia (fine del IV sec. a.C. - inizio III sec. a.C)
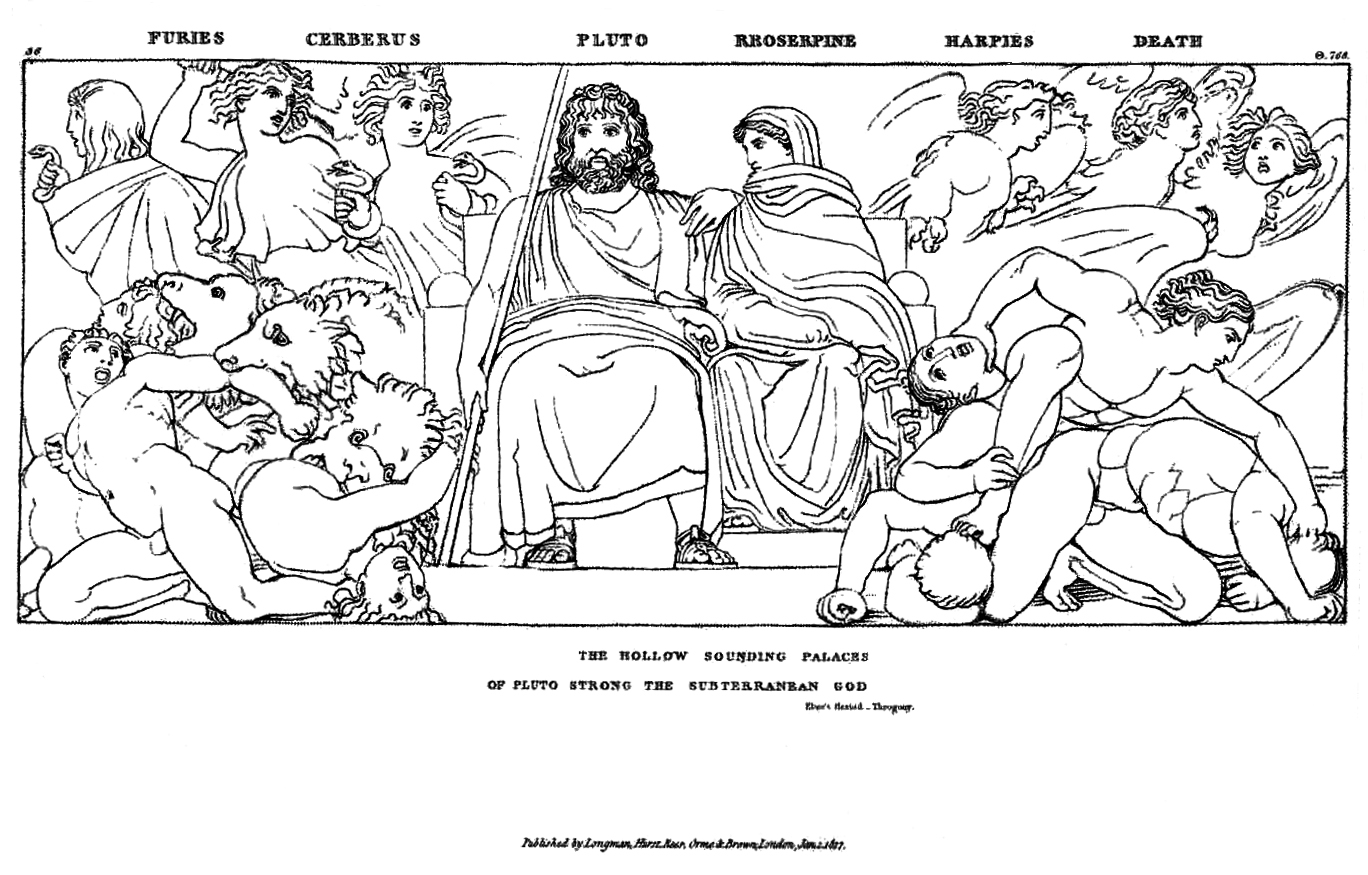
Plutone in trono con le principali divinità dell'Ade
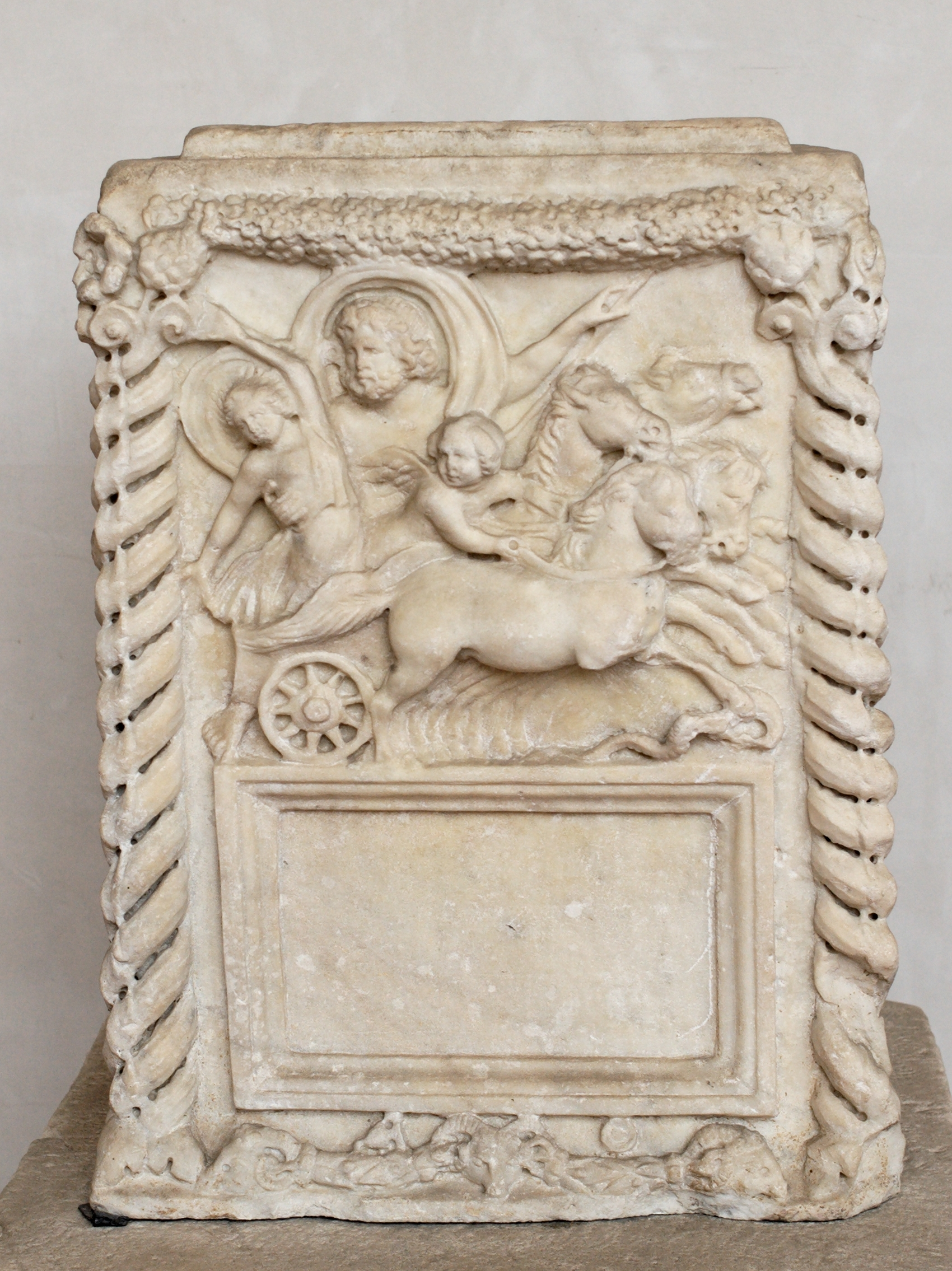
Plutone velificans, assieme a Cupido, rapisce Proserpina (urna cineraria, II sec. d.C.)
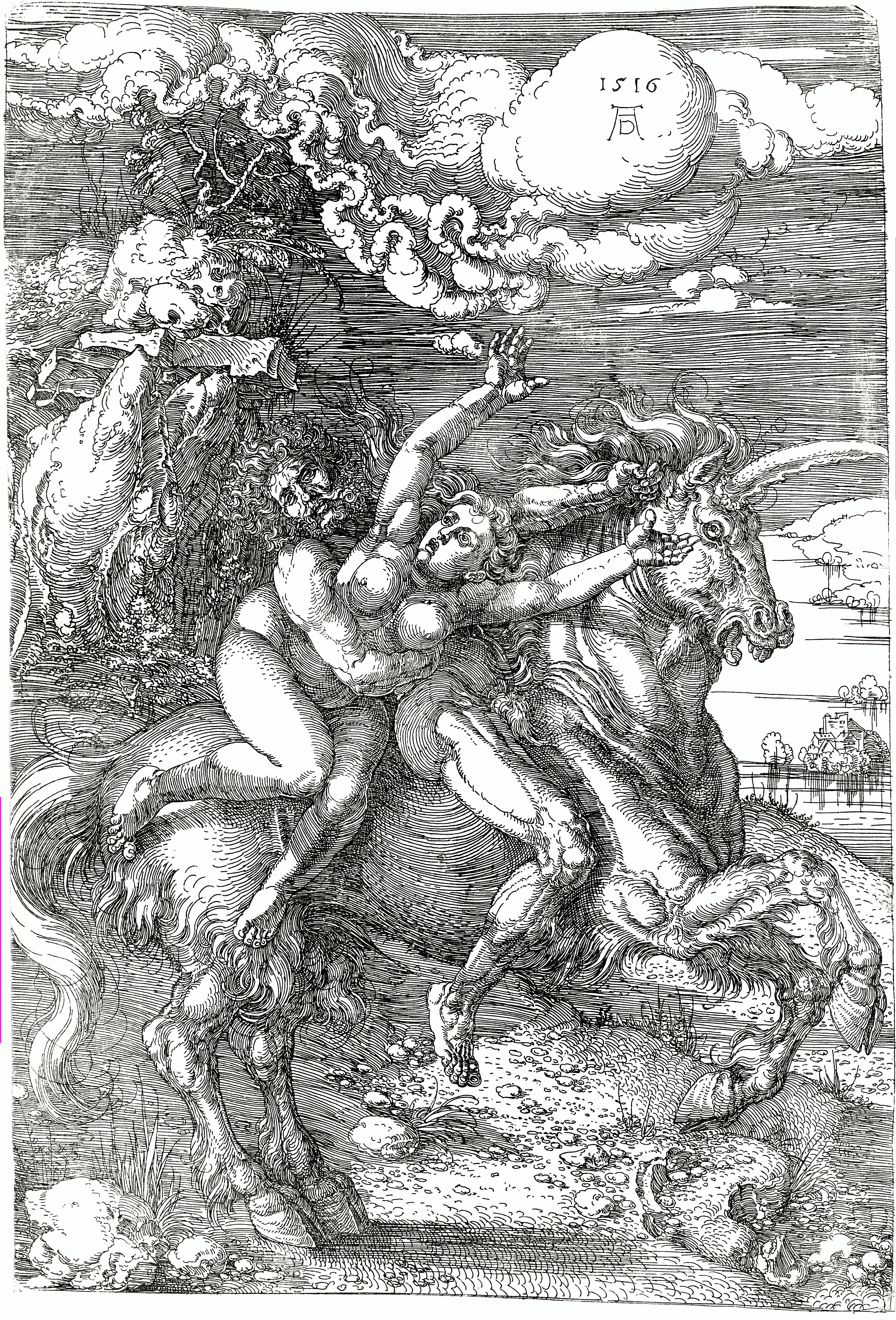
Ratto di Proserpina su di un unicorno, di Albrecht Dürer (1516)
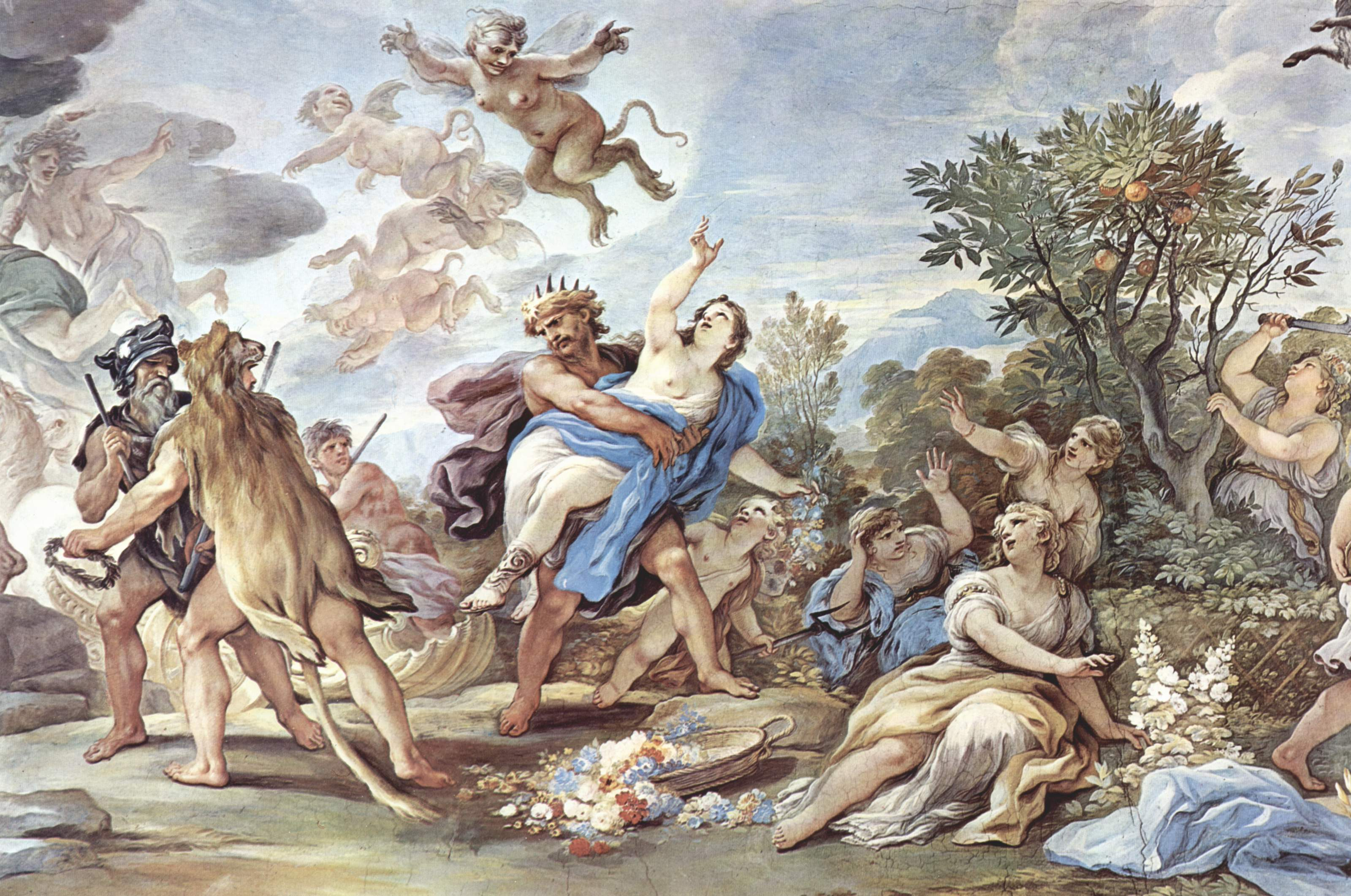
Ratto di Proserpina, di Luca Giordano (1684-1686)
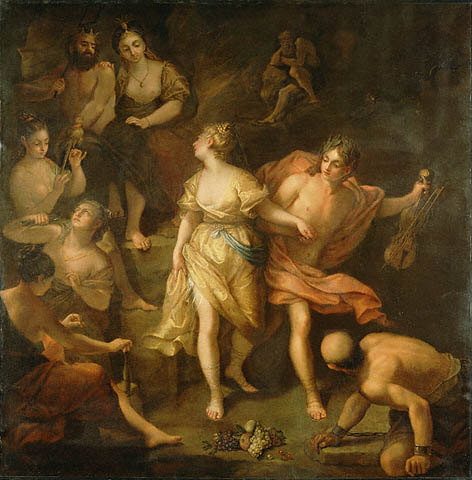
Plutone lascia andare Euridice con Orfeo, di Jean Raoux (1718–1720)

## Usi scientifici del termine
- Plutone – pianeta nano del sistema solare;
- Plutone – roccia magmatica intrusiva;
- Plutonismo - teoria proposta del geologo scozzese James Hutton nella seconda metà del XVIII secolo, secondo la quale, nei processi generatori di rocce, dovevano essere presi in considerazione soprattutto i fattori magmatici, attribuibili cioè al "calore sotterraneo" della Terra.